# Claus Grzeskowiak
Claus Grzeskowiak (* 30. Dezember 1973 in Hannover) ist ein deutscher Fußballspieler.

## Karriere
Der 1,90 m große Mittelfeldspieler absolvierte in den Jahren 1996 bis 2004 insgesamt 60 Spiele für Hannover 96 und Eintracht Trier in der 2. Bundesliga. Nachdem er am 31. Oktober 2004 im Spiel Trier gegen Energie Cottbus (2:0) mit Cottbus’ Michael Thurk zusammengestoßen war und sich bei diesem Zusammenprall zwei Zähne Thurks in Grzeskowiaks Knie bohrten und stecken blieben, musste letzterer sich mehreren Operationen unterziehen und wegen einer Kniegelenksinfektion seine Karriere vorerst beenden. Im Dezember 2008 setzte Grzeskowiak seine Karriere fort und unterschrieb beim luxemburgischen Erstligisten CS Fola Esch.
Nach seinem Ausstieg von Fola Esch spielte er bis 2016 noch beim VfR Germania Ochtersum, dem SV Bavenstedt, den Sportfreunden Ricklingen, dem SC Empelde und dem SV Damla Genc.
Mittlerweile lebt Grzeskowiak in Hildesheim.

## Sonstiges
Aufgrund der im Spiel gegen Cottbus erlittenen Verletzung ist derzeit gegen den seinerzeit behandelnden Arzt eine Klage des ehemaligen Fußballspielers rechtshängig, mit der er Verdienstausfall und Schmerzensgeld in Gesamthöhe von 1,33 Millionen Euro geltend macht. Nachdem seiner Klage in den vorhergehenden Instanzen beim Landgericht Trier und Oberlandesgericht Koblenz nicht stattgegeben wurde, befindet sie sich derzeit beim Bundesgerichtshof.